# Trogoniformes
Trogoniformes é uma ordem de aves com 43 espécies pertencentes apenas a uma única família, Trogonidae. O grupo habita preferencialmente as florestas tropicais da América Central e do Sul, sendo o género Apaloderma oriundo de África e as onze espécies de Harpactes nativas da Ásia. São conhecidos popularmente por surucuá, quetzal (espécies do Novo Mundo) e republicano (espécies do Velho Mundo).
As aves trogoniformes têm geralmente um bico curto e encurvado e patas também curtas. Os dedos têm uma distribuição distintiva do grupo, estando o primeiro e o segundo dirigidos para a frente enquanto que o terceiro e quarto apontam para trás. A cauda é longa a muito longa no caso do género Pharomachrus. As asas são curtas e arredondadas e embora sejam bem adaptadas ao voo, estas aves não têm o hábito de voar grandes distâncias e preferem saltitar de árvore em árvore. A plumagem é bastante colorida e varia conforme a espécie entre tons de verde, azul, rosa e/ou encarnado com brilho metálico. Os trogoniformes apresentam dimorfismo sexual, tendo as fêmeas um padrão de cores semelhante ao machos, embora muito menos exuberante.
Estas aves alimentam-se sobretudo de insectos e outros pequenos invertebrados, por vezes de frutos. Os ninhos são construídos pelo casal, que escava uma cavidade com as patas num tronco de árvore ou numa colónia de térmitas. Cada postura contém entre dois a três ovos, geralmente de cor branca, que são incubados pela fêmea. Os juvenis nascem sem penas e recebem os cuidados parentais de ambos os pais.

## Classificação
Possui quarenta e três espécies reconhecidas divididas em cinco gêneros. Nomes populares e classificação de acordo com o Congresso Ornitológico Internacional e Paixão et al.
- Ordem Trogoniformes
  - Família Trogonidae

| Imagem | Gênero                        | Espécies |
| ------ | ----------------------------- | --- |
|        | Apaloderma Swainson, 1833     | - Republicano-comum, Apaloderma narina - Republicano-de-lágrima, Apaloderma aequatoriale - Republicano-de-cauda-barrada, Apaloderma vittatum |
|        | Apalharpactes Bonaparte, 1854 | - Republicano-de-java, Apalharpactes reinwardtii - Republicano-de-sumatra Apalharpactes mackloti |
|        | Harpactes Swainson, 1833      | - Republicano-de-malabar, Harpactes fasciatus - Republicano-de-nuca-vermelha, Harpactes kasumba - Republicano-de-olho-violeta, Harpactes diardii - Republicano-filipino, Harpactes ardens - Republicano-de-bornéu, Harpactes whiteheadi - Republicano-canela, Harpactes orrhophaeus - Republicano-de-rabadilha-vermelha, Harpactes duvaucelii - Republicano-de-cabeça-vermelha, Harpactes erythrocephalus - Republicano-de-peito-laranja, Harpactes oreskios - Republicano-himalaio, Harpactes wardi |
|        | Priotelus G.R. Gray, 1840     | - Tocororó, Priotelus temnurus - Surucuá-haitiano, Priotelus roseigaster |
|        | Trogon Gould, 1836            | - Surucuá-de-cabeça-preta, Trogon melanocephalus - Surucuá-citrino, Trogon citreolus - Surucuá-de-barriga-amarela, Trogon viridis - Surucuá-de-cauda-branca, Trogon chionurus - Surucuá-de-barriga-encarnada, Trogon bairdii - Surucuá-violáceo, Trogon violaceus - Surucuá-pequeno, Trogon ramonianus - Surucuá-calçado, Trogon caligatus - Surucuá-da-montanha, Trogon mexicanus - Surucuá-do-chocó, Trogon comptus - Surucuá-de-coleira, Trogon collaris - Surucuá-elegante, Trogon elegans - Surucuá-mascarado, Trogon personatus - Surucuá-dourado, Trogon rufus - Surucuá-variado, Trogon surrucura - Surucuá-de-barriga-vermelha, Trogon curucui - Surucuá-de-cauda-preta, Trogon melanurus - Surucuá-equatoriano, Trogon mesurus - Surucuá-de-cauda-escura, Trogon massena - Surucuá-de-olho-branco, Trogon clathratus |
|        | Euptilotis Gould, 1858        | - Quetzal-orelhudo, Euptilotis neoxenus |
|        | Pharomachrus La Llave, 1832   | - Quetzal-resplandecente, Pharomachrus mocinno - Quetzal-de-crista, Pharomachrus antisianus - Quetzal-de-pontas-brancas, Pharomachrus fulgidus - Quetzal-de-cabeça-dourada, Pharomachrus auriceps - Quetzal-pavão, Pharomachrus pavoninus |